# Xiphophorus kosszanderi
Xiphophorus kosszanderi är en fiskart som beskrevs av Meyer och Wischnath, 1981. Xiphophorus kosszanderi ingår i släktet Xiphophorus och familjen Poeciliidae. Inga underarter finns listade i Catalogue of Life.